# Lasiancistrus caucanus
Lasiancistrus caucanus är en fiskart som beskrevs av Eigenmann 1912. Lasiancistrus caucanus ingår i släktet Lasiancistrus och familjen Loricariidae. Inga underarter finns listade i Catalogue of Life.